# Cuba (Alabama)
Cuba – miasto w Stanach Zjednoczonych, w stanie Alabama, w hrabstwie Sumter. W roku 2023 miasto zamieszkiwały 284 osoby, a gęstość zaludnienia wynosiła 27 osób/km².